# Альбанель, Кристин
Кристин Альбанель (фр. Christine Albanel; род. 25 июня 1955, Тулуза) — французский литератор и политик, министр культуры (2007—2009 годы).

## Биография
Родилась 25 июня 1955 года, дочь врача. Училась на католических курсах имени Фомы Аквинского и в государственном лицее Сен-Сернен. Преподавала французский язык в Париже. В 1979 году стала пресс-атташе первой леди Анн Эймон Жискар д’Эстен, затем являлась сотрудницей Жака Ширака в бытность его мэром Парижа и президентом Франции. В 2003 году возглавила Государственное управление дворца, музея и национального парка Версаля.
С 1986 по 1992 год и с 1998 по 2004 год являлась депутатом регионального совета Иль-де-Франс от Объединения в поддержку Республики и позднее — от Союза за народное движение. В 1992—1995 годах — национальный секретарь при генеральном делегате ОПР по вопросам образования и культуры.
Автор нескольких пьес, поставленных в театре Эссайон, Комеди де Пари и Одеон. В 1994 году опубликовала роман Une mère insensée (Безрассудная мать).
В 2007—2009 годах занимала должность министра культуры и коммуникаций в первом и втором правительствах Фийона.
В 2010 году назначена исполнительным директором по связям с общественностью компании France Télécom, позднее переименованной в Orange.

## Труды

### Пьесы
- La Maison Ambuse, J.-C. Lattès, 1981.
- Hôtel Jawat et de la Plage, поставлена Андре Умански[фр.], Комеди де Пари[фр.], 1983.
- Barrio Chino, Actes Sud, 1987 (поставлена в Petit Odéon с участием Бернадетт Лафон).
- Le Domaine de Marie-Antoinette, Société française de promotion artistique, Paris, 2006.

### Роман
- Une mère insensée, Flammarion, 1994.